# PP-19野牛冲锋枪
PP-19「野牛」（俄語：Бизон，以下簡稱為“野牛”）是一系列由俄罗斯聯邦槍械製造商卡拉什尼科夫集團（俄語：Концерн „Калашников“，俄语罗马化：Kontsern Kalashnikova）所研制和生產的多口徑冲锋枪。它是以AK-74和AK-100系列突击步枪作為基礎設計和生產。其最大特色是採用了可拆卸式彈筒來進行供彈。
1993年，維克托·卡拉什尼科夫（AK系列的設計師米哈伊尔·季莫费耶维奇·卡拉什尼科夫的兒子）和阿列克謝·德拉古诺瓦（SVD的設計師葉夫根尼·費奧多羅維奇·德拉貢諾夫最小的兒子）兩人為首的一隊工程師合作開發該槍。
現時本槍以PP-19-01勇士衝鋒槍作為主要量產型，也是現時俄國軍警的制式衝鋒槍。

## 歷史
野牛是按照俄罗斯联邦内务部的要求而研發，它主要用於反恐和執法單位，以滿足作戰人員需要一款射速高且以閉鎖式槍栓運作來提升射擊精度的冲锋枪。1995年，原型槍在特種裝備研究院進行試驗，期間其表現超越多個競爭對手，最終於1996年12月28日正式投入服役。野牛亦被聯邦安全局和司法部的武裝應變部隊所採用，該槍曾被用以在動盪的北高加索地區打擊武裝分離主義分子的戰鬥行動。

## 設計細節
野牛是一款輕便的選射武器，槍機種類為閉鎖式槍栓，其最大的優點是有助提高射擊精度。由於野牛的其中一名設計者，維克托·卡拉什尼科夫是AK系列設計者米哈伊尔·季莫费耶维奇·卡拉什尼科夫的兒子，所以其整體結構是以AKS-74U卡宾枪作為基礎，並有著與AK相同的形狀，與AK突击步枪之間有60％的零件可通用，可共用部件包括手槍握把、槍托和護木等。膛室並有相當的改進，它除了發射標準的俄羅斯9×18毫米馬卡羅夫口徑手枪子弹，也可以發射新型的高衝擊力57-N-181SM穿甲子彈。

### 操作系統
野牛採用了比較簡單的反沖作用式操作原理，這種槍機系統不需要完全閉鎖，大大降低了製造成本以及生產和重新組裝時的複雜性。野牛的槍栓後座行程很短，如果使用標準型9×18毫米馬卡羅夫彈，其產生的高壓火藥燃氣只會用於驅動機匣後方的槍栓部分，野牛的發射速率就會達到700发／分钟。若使用高膛壓彈藥，在推動槍栓時會向機匣尾部方向後座，並且在槍栓停止活動時幾乎沒有撞擊機匣壁的尾部。這時野牛的發射速率是650—680发／分钟。除了能夠有效地減少使用者所感受到的後座力以外，還增加了可控性和命中率。

### 特點
野牛並無採用氣動式系統，而內部的組件亦被相應的進行了修改。槍栓連動座和與其相連的拉機柄是從回收過來的AK系列步槍所製成，但是移除了其活塞連桿和轉拴式槍栓，而延長的活塞則插入钢製的軸襯以保護活塞。至於復進簧和其導桿與AK系列步槍是相同的。
野牛配備一根4條膛線纏距為240毫米（1：9.45英吋）右旋的槍管。該槍的槍口裝置每邊皆設有一個大型長方形開口，以減少槍口上揚，不過該槍口裝置的主要目的是為了保護槍口和彈筒避免它們被損壞。
野牛的固定及鉚接式薄板機匣是來自AKS-74U卡宾枪，由於原有的氣動式操作系統被移除，因此其前端被作出了相應的修改。其護木是由板材衝壓製成，並且在每一邊打下三個長方形散熱孔。裝上可拆卸式彈筒後射手可以其作為下護木握持，而目前亦有一些彈匣供彈型號的彈匣裝上了肋條增加強度，以讓射手充當前握把。野牛亦裝有與AK-74突击步枪相同的扳機和保險機構。位於機匣右側和扳機上方，並且在保險狀態時亦充當防塵蓋一部份的快慢機具有三個模式設置：最上面的“保險”位置使扳機不能扣下，快慢機槓桿在這個位置的時候會以物理方式阻擋槍栓和與其相連的拉機柄向後拉動，並且作為防塵蓋的一部份；而中間的位置（標有）和最低的位置分別會啟動扳機的全自動和半自動射擊功能。扳機組件亦內置了一塊與AK-74突击步枪相同的五片型防反彈裝置，其主要用途是減低槍栓速度，延遲擊鎚幾毫秒向前運動，直到槍栓組件在膛室後方完全停止活動才讓擊鎚打擊擊針以發射下一發。
野牛亦使用了來自AKS-74U卡宾枪的金屬骨架型折疊式槍托。與AK-74和AKS-74U等前輩不同的是，儘管它的槍托亦是折向機匣的左側，它不是被機匣前端的彈簧卡扣固定緊扣的。與此相反，它是以一根比AKS-74U更長的耳軸插梢來固定緊扣。耳軸插梢所廷長的長度使它能夠在槍托摺疊時固定並緊扣著骨架型折疊式槍托。而Bizon-3衍生型的折疊式槍托則是改為採用向上折疊，並且利用機匣蓋頂部裝上的一個彈簧卡扣固定在機匣頂部。其手槍握把與AK-100系列是相同的，都是由耐用的黑色玻璃钢增強聚酰胺所製成。

### 供彈方式
野牛的一個不尋常的特點就是採用可拆卸式彈筒（螺旋彈匣）供彈，這種供彈方式有利於避免增加槍械整體尺寸下增加容彈量，同時本身可充當護木，在持續射擊後還可以起到隔熱作用。由於其外型和設計關係，它是安裝於槍管下方，並經常被誤認為是一具下掛式榴弹发射器。
黑色的64發（或53發）彈筒採用了耐用的黑色玻璃钢增強聚酰胺製造，雖然類似美国卡利科960冲锋枪系列所使用的彈筒，但是它並不是安裝於槍托的上方，而是安裝在扳機前端和槍管的下方，以便作為其下護木並且讓射手握持。這樣的設計也令野牛能夠更緊湊，更容易收藏。不過值得一提的是，野牛的彈筒內所有彈藥都必須整齊地排列，裝填時不能出現任何錯誤。早期型的彈筒是由铝所製造，容量為67發。到了正式生產時的彈筒裝填容量稍為減少至64發子彈，這是因為64是16的倍數，而且運載9×18毫米馬卡羅夫手枪子弹的每個包裝盒裡都裝有16發子彈。彈筒上的前端裝有一個鉤子以確保扣緊野牛準星下方的一對銷子，而彈筒上的後端則裝有一個接口，可以對應位於卡拉什尼科夫樣式槍族的彈簧裝填型彈匣扣兼釋放按鈕。還有一些可視式設計的彈筒可顯示有多少發彈藥在彈筒內，顯示彈數分別是4、24、44和64。
7.62×25毫米托卡列夫口徑的野牛也可改用由PPSh-41或PPS-43冲锋枪改進而來的35發可拆卸式雙排彈匣。（很明顯還有大量的老式槍彈仍然在俄羅斯軍隊的儲備中）

### 瞄準具
野牛的瞄準具佈局類似AKS-74U卡宾枪所設計使用的瞄準具佈局，都是由裝上機匣蓋前端並且沿用了多年的缺口式照門（分為兩個開放式設計的缺口式方形，分別是50和100公尺兩種距離設置，可翻轉及前後滑動式調節）和SVD狙擊步槍的柱狀準星。準星被包圍在一個全包式護翼內，上端開孔以便插入一個海拔調整工具以調整海拔，而照門則是由兩個金屬耳所組成。其瞄準基線為240毫米（9.45英吋）。而機匣的左側可裝上屬於俄羅斯標準的瞄準鏡導軌，用以裝上PSO-1等快拆式光学瞄准镜。

### 彈藥
野牛可以透過轉換槍栓和槍管等部件改變子彈口徑，包括俄羅斯軍警現役的9×18毫米馬卡羅夫、高貫穿力的7.62×25毫米托卡列夫，以及外國的9×17毫米白朗寧短彈及9×19公釐帕拉貝倫四種不同的手枪口徑。

### 配件
野牛的隨槍配件包括可拆卸式彈筒或彈匣、槍背帶、清潔工具、油壺和彈筒袋。
野牛也配備原廠為其研製的專用消聲器。

## 衍生型

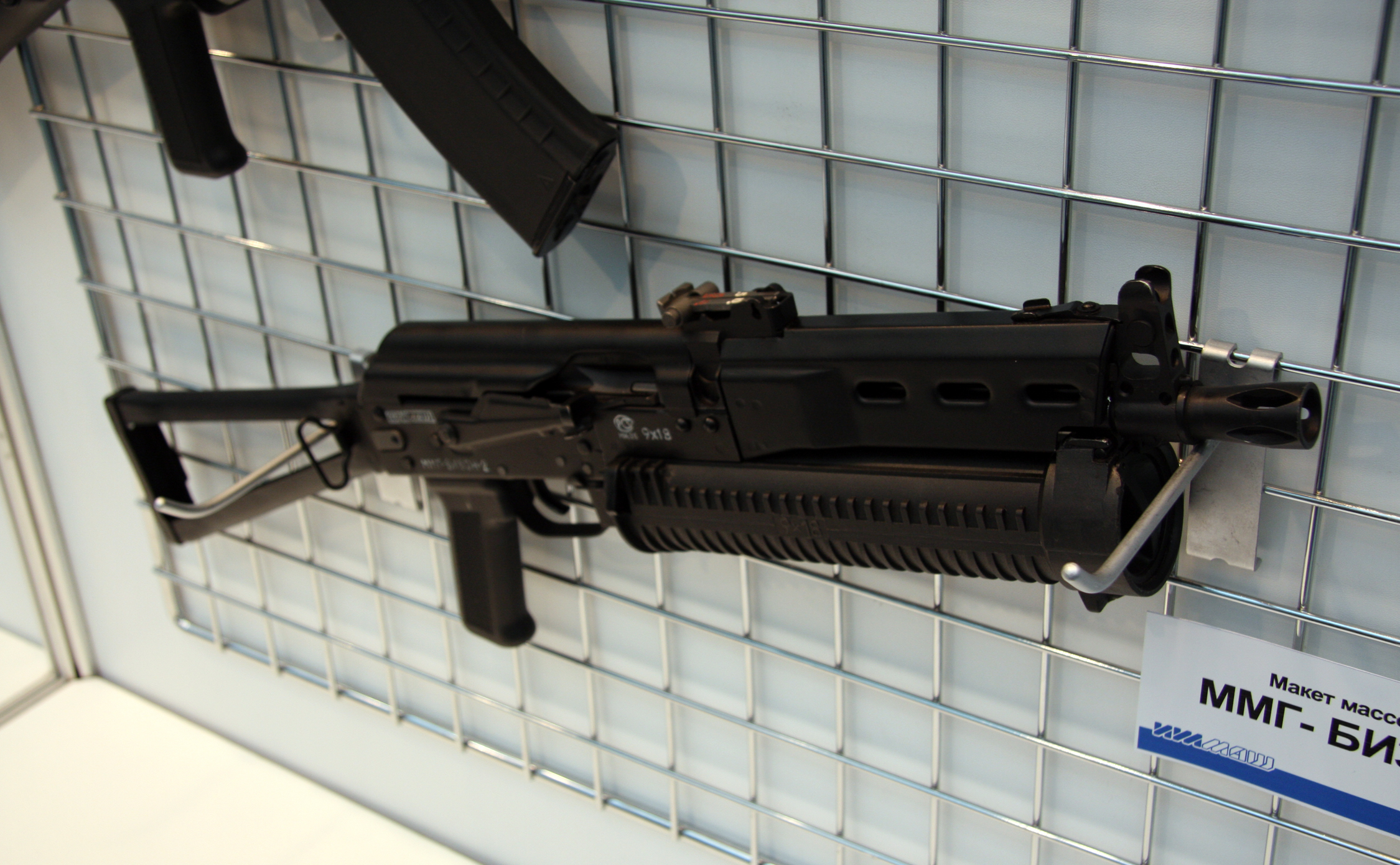
2008年武器及狩獵展（ARMS & Hunting 2008 exhibition）上展出的Bizon-2

原來的Bizon後來被改稱為Bizon-1，後來在設計上進行了改進的版本稱作Bizon-2。

### Bizon-2
目前野牛系列仍然在不斷地改進，而當前的版本是Bizon-2。Bizon-2採用了標準型AK風格的機械瞄具（開放式的U型缺口式表尺照門和柱狀準星，可前後滑動的照門上的表尺的三種設定位置分別是50、100和150公尺，準星裝有兩側半包式護翼），裝在機匣左側的瞄準鏡導軌（可以選擇裝上如PSO-1光學瞄準鏡）和開槽式制退器（可更換為快拆式消聲器）。Bizon-2亦有多種衍生型，以增加其在商業上的吸引力，並展示其通用性。Bizon-2總共分為8種不同的衍生型：
- Bizon-2-01：口徑為北約標準的9×19毫米帕拉貝倫，使用53發可拆卸式彈筒供彈。
- Bizon-2-02：口徑為.380 ACP（英语：.380 ACP），使用64發可拆卸式彈筒供彈。
- Bizon-2-03：口徑為9×18毫米馬卡羅夫（英语：9×18mm Makarov），裝有整合式消聲器。
- Bizon-2-04：口徑為9×18毫米馬卡羅夫（英语：9×18mm Makarov）的半自动卡宾枪型號。
- Bizon-2-05：口徑為北約標準9×19毫米帕拉貝倫的半自动卡宾枪型號。
- Bizon-2-06：口徑為.380 ACP（英语：.380 ACP）的半自动卡宾枪型號。
- Bizon-2-07：口徑為7.62×25毫米托卡列夫，可選擇射擊模式，供彈具則可選擇使用Bizon的彈筒或常規的雙排雙進（容量為35發，改進自PPSh-41和PPS-43冲锋枪）可拆卸式彈匣，並且裝上了全包型護木。

### Bizon-3
另外還有一個名為Bizon-3的衍生型，它將翻轉式缺口式後照門進一步向後方移至機匣蓋上，並改為採用向上折疊及利用機匣蓋頂部裝上的一個彈簧卡扣固定在機匣頂部的折疊式槍托。Bizon-3的槍管裝有一個適配器，可以裝上幾種不同類型和用途的槍口戰術配件，當中包括：消聲器、制退器、補償器和消焰器。這些都是由射手按照戰術和任務需要而自行選擇。

### Vityaz
PP-19-01「勇士」（英語：Vityaz）是野牛的彈匣供彈型版本。

## 使用國
- - 特種部隊單位（250把由俄羅斯所捐贈，另外1,000把由當局購入）
- 俄羅斯：少量採用，廠商也按用戶要求對武器進行改裝以讓它們能夠裝上消聲器。
  - 俄羅斯聯邦內務部
  - 俄羅斯聯邦國家近衛軍
  - 俄羅斯聯邦安全局
  - 俄羅斯聯邦麻藥管制局（英语：Federal Drug Control Service of Russia）
  - 俄羅斯聯邦司法部（英语：Ministry of Justice (Russia)）
  - 俄羅斯聯邦法警局（英语：Federal Bailiffs Service (Russia)）
- 越南：本土生產，配備IMI Galil突擊步槍的摺疊式槍托[9]，命名為STL-15。

## 流行文化

### 電視劇
- 2013年—：型號為PP-19 Bizon，於第七集由俄羅斯警察所使用。

### 電子遊戲
- 2001年—：型號為PP-19 Bizon-2，命名為“Bizon”，裝上消聲器及移除槍托，由蘇聯軍隊所使用；奇怪地會在1985年出現。
- 2003年—：型號為PP-19 Bizon，命名為「Viper SMG」，裝上消聲器；奇怪地彈筒容量為70發。
- 2005年—：型號為PP-19 Bizon-2，由中東聯盟（包括特種部隊）、中東反抗軍、俄羅斯特種部隊和俄羅斯叛軍的反坦克兵所使用，以45發彈筒供彈。
- 2007年—：型號為PP-19 Bizon-2，命名為「PP-19 Bizon」。奇怪地發射9×19公釐帕拉貝倫彈，並以64發彈筒供彈，而且射擊選擇桿處於“保險”位置，仍能上膛和射擊。
- 2008年—《戰地之王》
- 2008年—：型號為PP-19 Bizon，又稱為「新型俄羅斯衝鋒槍」。
- 2009年—：型號為PP-19 Bizon-2-03，命名為「Bizon PP-19」，使用PP-19 Bizon的槍托，可裝上消聲器，由俄羅斯特種部隊反坦克兵和工兵所使用。
- 2011年—：资料片「重返卡肯」（Back to Karkand）武器之一。型號為PP-19 Bizon-2，命名為「PP-19」，載彈量54+1發（9×18毫米馬卡羅夫型的彈筒在現實中可裝彈64發），初始攜彈量為110發，最高攜彈量為220發。聯機模式中於完成任務「熟悉領域」（奪取10枝旗、控制10個M-COM站以及玩上「重返卡肯」2小時）以後解鎖，能夠由所有兵種使用，被歸類為個人防衛武器，並可以使用PP-19數位林地塗裝、PP-19沙漠條紋塗裝、內紅點瞄準鏡、雷射瞄準器、消聲器、PKA-S、戰術燈、消焰器、PK-A（放大3.4倍）、ACOG（放大4倍）、反射式瞄準鏡、紅外線夜視鏡（紅外線放大1倍）、光電瞄準鏡、M145（放大3.4倍）。
- 2012年—《絕對武力：全球攻勢》：型號為PP-19 Bizon-2，命名為「PP-Bizon」。為全新追加的武器，反恐部隊及恐怖份子兩方皆可使用。
- 2012年—：型號為PP-19 Bizon-2，命名為「PP19」，以44發彈匣供彈，可以使用眼鏡蛇紅點鏡。
- 2012年—：型號為PP-19 Bizon-2，命名為「BZ19」，以64發彈筒供彈，可裝上定制延長槍管、消聲器、管狀反射式瞄準鏡和開放型反射式瞄準鏡。奇怪地第一人稱視角中的武器模組，採用鏡像佈局（拋殼口、射擊選擇桿及拉機柄都在左邊）。除了是玩家可使用武器以外，亦由“私掠者”所使用。
- 2012年—《战争前线》：型号为PP-19 Bizon-2，命名为“PP-19 Bizon”，以華沙條約導軌加装导轨镜桥。为工程兵专用武器，以64發彈筒供彈，专家解锁，可以改装枪口配件（通用消音器、冲锋枪消音器、冲锋枪制退器、冲锋枪刺刀）以及瞄准镜（EOTECH 553全息瞄准镜、绿点全息瞄准镜、红点瞄准镜、冲锋枪普通瞄准镜、冲锋枪高级瞄准镜、冲锋枪专家瞄准镜），无法改装战术导轨。
- 2013年—《縱橫諜海：黑名單》：追加下载内容武器，型號為PP-19 Bizon-2，命名為“PP19”，9×19公釐帕拉貝倫彈口徑，以53發彈筒供彈。
- 2013年—：型號為PP-19 Bizon-2，命名為「Bizon」，發射9×18毫米馬卡羅夫子彈，黑色槍身，造型上裝有早期型PP-19的折疊式槍托和於機匣蓋上裝上了戰術導軌橋架，以36發彈筒（聯機模式可使用改裝：延長彈匣增至54發）供彈，初始攜彈量為72發（聯機模式）和108發（滅絕模式），最高攜彈量為216發（戰役模式和聯機模式）和288發（滅絕模式）。奇怪地在使用前握把改裝時，於第一人稱視角和創建戰士畫面上没有顯示出來，但仍然影響了武器。戰役模式之中由敵軍「聯邦」（Federation）所使用；聯機模式時可以使用紅點鏡、ACOG光學瞄準鏡、全息瞄準鏡、可變倍率反射式瞄準鏡、熱能探測混合式瞄準鏡、追踪器瞄準鏡、消焰器、消音器、制退器、前握把、延長彈匣、穿甲彈、射速增加；滅絕模式時以1,500點取得。
- 2014年—：型號為PP-19 Bizon-2，命名為“P-19”，9×18毫米馬卡羅夫口徑，以53發彈筒供彈，攜彈量為159發。
- 2014年—：型號為PP-19 Bizon-2：
  - 衝鋒槍型命名為「BZ19」，以64發彈筒供彈，可裝上定制延長槍管、消聲器、管狀反射式瞄準鏡和開放型反射式瞄準鏡。奇怪地第一人稱視角中的武器模組。採用鏡像佈局（拋殼口、射擊選擇桿及拉機柄都在左邊）。除了是玩家可使用武器以外，亦由皇家衛隊所使用。
  - 弩型命名為「自動十字」（Auto-Cross），原彈筒用以裝填弩矢，被列為單手武器，可裝上大多數光學瞄準鏡和延長彈匣。
- 2016年— 《少女前線》：首次於2016年12月特別救援活動中登場，之後也在多次特別救援活動與聯動活動中，開放玩家救援獲得。
- 2017年—：型號為PP-19 Bizon-2，命名為“P19衝鋒槍”，9×18毫米馬卡羅夫口徑，以64發彈筒供彈。
- 2018年—：命名為“BZ19”，為“Dead Living Zombies”資料片追加的武器，奇怪的具備三發點放模式，而且第一人稱視角中的武器模組，採用鏡像佈局（拋殼口、射擊選擇桿及拉機柄都在左邊）。
- 2019年—：命名為“Belt It Out BZ19”，為由缺陷的散零件裝配而成的即興武器，裝上自製的低倍率瞄準鏡，奇怪的具備三發點放模式，而且第一人稱視角中的武器模組，採用鏡像佈局（拋殼口、射擊選擇桿及拉機柄都在左邊）。
- 2019年—《绝地求生》：型号为PP-19 Bizon-2，弹筒容量为53发，并加装导轨以加装各种瞄具。可以加装冲锋枪枪口补偿器，消焰器，和消音器。可以装备各种倍镜（红点，全息，二倍镜，三倍镜，四倍镜，六倍镜）可以加装特殊的侧瞄具。
- 2019年—：型號為PP-19 Bizon-2，命名為“PP19 Bizon”。戰役模式中由巴可夫的俄軍部隊和阿蓋塔拉恐怖組織所使用。聯機模式時為解鎖武器，並可作定制改裝。
- 2020年—《決勝時刻：黑色行動冷戰》：以PP-19 Bizon-2為原型，命名為“Bullfrog”，奇怪地會出現在1980年代。
- 2021年—《戰地風雲2042》：型號為PP-19 Bizon-2，命名為“PP-29”。
- 2021年—《極地戰嚎6》：命名為“BZ19”，奇怪的具三發點放模式；預設64發彈匣，可加裝槍口抑制器、瞄具、外紅點，外觀採用鏡像布局。
- 2022年—《決勝時刻：現代戰爭II 2022》：型號為PP-19 Bizon-2，命名為“Minibak”。
- 2024年—《浩劫殺陣2：車諾比之心》：型號為PP-19 Bizon-2，命名為「Zubr-19」，彈筒容量為50發。
- 2024年—《三角洲行動》：命名為「野牛衝鋒槍」。

### 動畫
- 2010年—《Angel Beats!》：型號為PP-19 Bizon-2，由TK（聲優：Michael Rivas）所使用。

### 小說
- 2014年—《刀劍神域外傳Gun Gale Online》：由“SHINC”小隊的“坦尼婭”所使用。

## 外部連結
- （英文）—www.izhmash.ru: Bizon Submachine Guns（engl.）
- （德文）—www.waffenhq.de: PP-19 Bison
- （英文）—Modern Firearms—PP-19 Bizon (Bison) submachine gun（页面存档备份，存于）
- （英文）—IZHMECH Weapon.ge—PP-19 "Bizon"（页面存档备份，存于）
- （英文）—Valery Shilin's Gun Club—BIZON Submachine Guns（页面存档备份，存于）
- （英文）—Jane's Information Group（页面存档备份，存于）
- （英文）—Military, Security and Civilian Guns and Equipment—PP-19 Bizon (Bison)
- （英文）—Nazarian's Gun's Recognition Guide（页面存档备份，存于）
- （英文）—Zonawar.ru—PP - 19 «Bizon» submachine gun
- （英文）—The Firearm Blog.com—The Legendary Kalashnikov Documentary
- （英文）—The Truth About Guns.com—Too Much Rail? Russian PP-19 ‘Bizon 2’ Hearts Picatinny – Big Time（页面存档备份，存于）
- （英文）—Tactical-Life.com—10 Russian SMGs Built For Close Quarters Combat
- （俄文）—Энциклопедия Вооружений－ПП-19 "Бизон-2"
- （俄文）—Information about Bizon
- （英文）—YouTube上的IZHMASH Presentation: PP-19-01 Bizon-2
- （英文）—YouTube上的IZHMASH Presentation: PP-19-02 Vityaz
- （简体中文）—D Boy Gun World（槍炮世界）—PP-19“野牛”冲锋枪（页面存档备份，存于）
- （简体中文）—新浪军事—俄罗斯雪豹特种部队装备“野牛”3冲锋枪枪